# Infraero
A Infraero (Empresa Brasileira de Infraestrutura Aeroportuária) é uma empresa pública federal brasileira de administração indireta, vinculada ao Ministério dos Portos e Aeroportos. A empresa foi criada por meio da lei Nº 5.862, sancionada em 12 de dezembro de 1972, com atividades iniciadas em 31 de maio de 1973. A empresa é responsável pela administração dos principais aeroportos do país, visando promover a infraestrutura aeroportuária brasileira.
A Infraero foi criada com o objetivo de permitir que a União Federal explorasse, de forma monopolizada, a infraestrutura aeroportuária, conforme previsto no artigo 21, inciso XII, alínea 'c' da Constituição Federal.

## Histórico recente
Em 2011, a Infraero operava 66 aeroportos e movimentou mais de 180 milhões de passageiros, além de contar com 81 unidades de apoio à navegação aérea. Nesse ano, registrou um lucro líquido de 370,8 milhões de reais.
Em 2023, após a privatização de diversos aeroportos entre 2017 e 2022, a Infraero voltou a atuar como braço executor do governo federal, focando na implementação de políticas públicas para o desenvolvimento da aviação regional brasileira.

## Aeroportos administrados pela Infraero

### Região Nordeste
- Aracati/CE - Aeroporto Regional de Canoa Quebrada (sob contrato)
- Camocim/CE - Aeroporto de Camocim (sob contrato)
- Campos Sales/CE - Aeroporto de Campos Sales (sob contrato)
- Crateús/CE - Aeroporto de Crateús (sob contrato)
- Iguatu/CE - Aeroporto de Iguatu (sob contrato)
- Jijoca de Jericoacoara/CE - Aeroporto de Jericoacoara (sob contrato)
- Mossoró/RN - Aeroporto de Mossoró (sob contrato)
- Paulo Afonso/BA - Aeroporto de Paulo Afonso (sob contrato)
- Quixadá/CE - Aeroporto de Quixadá (sob contrato)
- São Benedito/CE - Aeroporto de São Benedito (sob contrato)
- Sobral/CE - Aeroporto de Sobral (sob contrato)
- Tauá/CE - Aeroporto de Tauá (sob contrato)

### Região Norte
- Gurupi/TO - Aeroporto de Gurupi (sob contrato)
- Manaus/AM - Aeroporto de Flores (sob contrato)
- Salinópolis/PA - Aeroporto de Salinópolis (sob contrato)

### Região Centro-Oeste
- Sorriso/MT - Aeroporto Regional de Sorriso (sob contrato)

### Região Sudeste
- Divinópolis/MG - Aeroporto de Divinópolis (sob contrato)
- Governador Valadares/MG - Aeroporto de Governador Valadares
- Guarujá/SP - Aeródromo Civil Metropolitano de Guarujá (sob contrato)
- Ipatinga/MG - Aeroporto de Ipatinga (sob contrato)
- Itaperuna/RJ - Aeroporto Regional de Itaperuna Ernani do Amaral Peixoto (sob contrato)
- Juiz de Fora/MG - Aeroporto da Serrinha (sob contrato)
- Macaé/RJ - Aeroporto de Macaé (sob contrato)
- Passos/MG - Aeroporto de Passos (sob contrato)
- São João del-Rei/MG - Aeroporto de São João del-Rei (sob contrato)

### Região Sul
- Pato Branco/PR - Aeroporto de Pato Branco (sob contrato)
- São Miguel do Oeste/SC - Aeroporto de São Miguel do Oeste (sob contrato)

## Aeroportos concedidos à iniciativa privada
| Rodada de Concessão               | Cidade                 | Aeroporto                                         | Concessionária                                                                                   | Valor            | Prazo   | Assinatura do Contrato | Início da Concessão   | Refs. / Coments.                            |
| --------------------------------- | ---------------------- | ------------------------------------------------- | ------------------------------------------------------------------------------------------------ | ---------------- | ------- | ---------------------- | --------------------- | ------------------------------------------- |
| 1ª (22 de agosto de 2011)         | Natal                  | Aeroporto Internacional de Natal                  | Inframérica; formado por Infravix (Engevix; 50%) e Corporación América (50%)                     | R$ 170 milhões   | 28 anos | 28 de novembro de 2011 | 18 de janeiro de 2012 | Aeroporto relicitado em 19 de maio de 2023) |
| 2ª (6 de fevereiro de 2012)       | Brasília               | Aeroporto Internacional de Brasília               | Inframérica; formado por Infravix (Engevix; 50%) e Corporación América (50%)                     | R$ 4,501 bilhões | 25 anos | 14 de junho de 2012    | 24 de julho de 2012   | [ 10 ]                                      |
| 2ª (6 de fevereiro de 2012)       | Campinas               | Aeroporto Internacional de Campinas               | Aeroportos Brasil Viracopos; formado por Triunfo (45%), UTC (45%) e Egis Airport Operation (10%) | R$ 3,821 bilhões | 30 anos | 14 de junho de 2012    | 11 de julho de 2012   | [ 11 ]                                      |
| 2ª (6 de fevereiro de 2012)       | São Paulo Guarulhos    | Aeroporto Internacional de São Paulo-Guarulhos    | GRU Airport; formado por Invepar (90%) e Airports Company South Africa (10%)                     | R$ 16,2 bilhões  | 20 anos | 14 de junho de 2012    | 11 de julho de 2012   | [ 12 ]                                      |
| 3ª (22 de novembro de 2013)       | Rio de Janeiro         | Aeroporto Internacional do Rio de Janeiro-Galeão  | RIOgaleão; formado por Odebrecht TransPort (60%) e Changi Airport Group (40%)                    | R$ 19 bilhões    | 25 anos | 2 de abril de 2014     | 7 de maio de 2014     | [ 13 ]                                      |
| 3ª (22 de novembro de 2013)       | Belo Horizonte Confins | Aeroporto Internacional de Belo Horizonte-Confins | BH Airport; formado por CCR (75%), Flughafen München GmbH (25%) e Zurich Airport Ltd. (25%)      | R$ 1,82 bilhão   | 30 anos | 7 de abril de 2014     | 7 de maio de 2014     | [ 14 ]                                      |
| 4ª (16 de março de 2017)          | Salvador               | Aeroporto Internacional de Salvador               | Vinci Airports                                                                                   | R$ 1,6 bilhão    | 30 anos | 28 de julho de 2017    | 3 de janeiro de 2018  | [ 15 ]                                      |
| 4ª (16 de março de 2017)          | Fortaleza              | Aeroporto Internacional de Fortaleza              | Fraport                                                                                          | R$ 1,5 bilhão    | 30 anos | 28 de julho de 2017    | 3 de janeiro de 2018  | [ 16 ]                                      |
| 4ª (16 de março de 2017)          | Porto Alegre           | Aeroporto Internacional de Porto Alegre           | Fraport                                                                                          | R$ 382 milhões   | 25 anos | 28 de julho de 2017    | 3 de janeiro de 2018  | [ 17 ]                                      |
| 4ª (16 de março de 2017)          | Florianópolis          | Aeroporto Internacional de Florianópolis          | Floripa Airport (formado por Zurich Airport Ltd.)                                                | R$ 241 milhões   | 30 anos | 28 de julho de 2017    | 3 de janeiro de 2018  | [ 18 ]                                      |
| 5ª (15 de março de 2019)          | Campina Grande         | Aeroporto de Campina Grande                       | Aena Brasil Aeroportos                                                                           | R$ 1,9 bilhão    | 30 anos | 5 de setembro de 2019  | 9 de outubro de 2019  | [ 19 ] [ 20 ]                               |
| 5ª (15 de março de 2019)          | João Pessoa            | Aeroporto Internacional de João Pessoa            | Aena Brasil Aeroportos                                                                           | R$ 1,9 bilhão    | 30 anos | 5 de setembro de 2019  | 9 de outubro de 2019  | [ 19 ] [ 20 ]                               |
| 5ª (15 de março de 2019)          | Recife                 | Aeroporto Internacional do Recife                 | Aena Brasil Aeroportos                                                                           | R$ 1,9 bilhão    | 30 anos | 5 de setembro de 2019  | 9 de outubro de 2019  | [ 19 ] [ 20 ]                               |
| 5ª (15 de março de 2019)          | Aracaju                | Aeroporto Internacional de Aracaju                | Aena Brasil Aeroportos                                                                           | R$ 1,9 bilhão    | 30 anos | 5 de setembro de 2019  | 9 de outubro de 2019  | [ 19 ] [ 20 ]                               |
| 5ª (15 de março de 2019)          | Maceió                 | Aeroporto Internacional de Maceió                 | Aena Brasil Aeroportos                                                                           | R$ 1,9 bilhão    | 30 anos | 5 de setembro de 2019  | 9 de outubro de 2019  | [ 19 ] [ 20 ]                               |
| 5ª (15 de março de 2019)          | Juazeiro do Norte      | Aeroporto de Juazeiro do Norte                    | Aena Brasil Aeroportos                                                                           | R$ 1,9 bilhão    | 30 anos | 5 de setembro de 2019  | 9 de outubro de 2019  | [ 19 ] [ 20 ]                               |
| 5ª (15 de março de 2019)          | Macaé                  | Aeroporto de Macaé                                | Zurich Airport Ltd.                                                                              | R$ 437 milhões   | 30 anos | 5 de setembro de 2019  | 3 de outubro de 2019  | [ 19 ] [ 21 ]                               |
| 5ª (15 de março de 2019)          | Vitória                | Aeroporto Internacional de Vitória                | Zurich Airport Ltd.                                                                              | R$ 437 milhões   | 30 anos | 5 de setembro de 2019  | 3 de outubro de 2019  | [ 19 ] [ 21 ]                               |
| 5ª (15 de março de 2019)          | Cuiabá                 | Aeroporto Internacional de Cuiabá                 | Aeroeste; formado por Socicam (85%) e Sinart (15%)                                               | R$ 40 milhões    | 30 anos | 3 de setembro de 2019  | 4 de outubro de 2019  | [ 19 ] [ 22 ]                               |
| 5ª (15 de março de 2019)          | Alta Floresta          | Aeroporto de Alta Floresta                        | Aeroeste; formado por Socicam (85%) e Sinart (15%)                                               | R$ 40 milhões    | 30 anos | 3 de setembro de 2019  | 4 de outubro de 2019  | [ 19 ] [ 22 ]                               |
| 5ª (15 de março de 2019)          | Sinop                  | Aeroporto Municipal Presidente João Figueiredo    | Aeroeste; formado por Socicam (85%) e Sinart (15%)                                               | R$ 40 milhões    | 30 anos | 3 de setembro de 2019  | 4 de outubro de 2019  | [ 19 ] [ 22 ]                               |
| 5ª (15 de março de 2019)          | Rondonópolis           | Aeroporto de Rondonópolis                         | Aeroeste; formado por Socicam (85%) e Sinart (15%)                                               | R$ 40 milhões    | 30 anos | 3 de setembro de 2019  | 4 de outubro de 2019  | [ 19 ] [ 22 ]                               |
| 6ª (7 de abril de 2021)           | Curitiba               | Aeroporto de Bacacheri                            | CCR Aeroportos                                                                                   | R$ 2,1 bilhões   | 30 anos | 12 de novembro de 2021 | 9 de março de 2022    |                                             |
| 6ª (7 de abril de 2021)           | Curitiba               | Aeroporto Internacional de Curitiba               | CCR Aeroportos                                                                                   | R$ 2,1 bilhões   | 30 anos | 12 de novembro de 2021 | 31 de março de 2022   |                                             |
| 6ª (7 de abril de 2021)           | Foz do Iguaçu          | Aeroporto Internacional de Foz do Iguaçu          | CCR Aeroportos                                                                                   | R$ 2,1 bilhões   | 30 anos | 12 de novembro de 2021 | 31 de março de 2022   |                                             |
| 6ª (7 de abril de 2021)           | Navegantes             | Aeroporto Internacional de Navegantes             | CCR Aeroportos                                                                                   | R$ 2,1 bilhões   | 30 anos | 12 de novembro de 2021 | 31 de março de 2022   |                                             |
| 6ª (7 de abril de 2021)           | Londrina               | Aeroporto de Londrina                             | CCR Aeroportos                                                                                   | R$ 2,1 bilhões   | 30 anos | 12 de novembro de 2021 | 9 de março de 2022    |                                             |
| 6ª (7 de abril de 2021)           | Joinville              | Aeroporto de Joinville                            | CCR Aeroportos                                                                                   | R$ 2,1 bilhões   | 30 anos | 12 de novembro de 2021 | 9 de março de 2022    |                                             |
| 6ª (7 de abril de 2021)           | Pelotas                | Aeroporto Internacional de Pelotas                | CCR Aeroportos                                                                                   | R$ 2,1 bilhões   | 30 anos | 12 de novembro de 2021 | 9 de março de 2022    |                                             |
| 6ª (7 de abril de 2021)           | Uruguaiana             | Aeroporto Internacional de Uruguaiana             | CCR Aeroportos                                                                                   | R$ 2,1 bilhões   | 30 anos | 12 de novembro de 2021 | 9 de março de 2022    |                                             |
| 6ª (7 de abril de 2021)           | Bagé                   | Aeroporto Internacional de Bagé                   | CCR Aeroportos                                                                                   | R$ 2,1 bilhões   | 30 anos | 12 de novembro de 2021 | 9 de março de 2022    |                                             |
| 6ª (7 de abril de 2021)           | Manaus                 | Aeroporto Internacional de Manaus                 | Vinci Airports                                                                                   | R$ 420 milhões   | 30 anos | 29 de setembro de 2021 | 1 de janeiro de 2022  |                                             |
| 6ª (7 de abril de 2021)           | Porto Velho            | Aeroporto Internacional de Porto Velho            | Vinci Airports                                                                                   | R$ 420 milhões   | 30 anos | 29 de setembro de 2021 | 1 de janeiro de 2022  |                                             |
| 6ª (7 de abril de 2021)           | Rio Branco             | Aeroporto Internacional do Rio Branco             | Vinci Airports                                                                                   | R$ 420 milhões   | 30 anos | 29 de setembro de 2021 | 1 de janeiro de 2022  |                                             |
| 6ª (7 de abril de 2021)           | Boa Vista              | Aeroporto Internacional de Boa Vista              | Vinci Airports                                                                                   | R$ 420 milhões   | 30 anos | 29 de setembro de 2021 | 1 de janeiro de 2022  |                                             |
| 6ª (7 de abril de 2021)           | Cruzeiro do Sul        | Aeroporto Internacional de Cruzeiro do Sul        | Vinci Airports                                                                                   | R$ 420 milhões   | 30 anos | 29 de setembro de 2021 | 1 de janeiro de 2022  |                                             |
| 6ª (7 de abril de 2021)           | Tabatinga              | Aeroporto Internacional de Tabatinga              | Vinci Airports                                                                                   | R$ 420 milhões   | 30 anos | 29 de setembro de 2021 | 1 de janeiro de 2022  |                                             |
| 6ª (7 de abril de 2021)           | Tefé                   | Aeroporto Regional de Tefé                        | Vinci Airports                                                                                   | R$ 420 milhões   | 30 anos | 29 de setembro de 2021 | 1 de janeiro de 2022  |                                             |
| 6ª (7 de abril de 2021)           | Goiânia                | Aeroporto Internacional Santa Genoveva            | CCR Aeroportos                                                                                   | R$ 754 milhões   | 30 anos | 20 de outubro de 2021  | 24 de março de 2022   |                                             |
| 6ª (7 de abril de 2021)           | São Luís               | Aeroporto Internacional de São Luís               | CCR Aeroportos                                                                                   | R$ 754 milhões   | 30 anos | 20 de outubro de 2021  | 24 de março de 2022   |                                             |
| 6ª (7 de abril de 2021)           | Teresina               | Aeroporto de Teresina                             | CCR Aeroportos                                                                                   | R$ 754 milhões   | 30 anos | 20 de outubro de 2021  | 24 de março de 2022   |                                             |
| 6ª (7 de abril de 2021)           | Palmas                 | Aeroporto de Palmas                               | CCR Aeroportos                                                                                   | R$ 754 milhões   | 30 anos | 20 de outubro de 2021  | 9 de março de 2022    |                                             |
| 6ª (7 de abril de 2021)           | Petrolina              | Aeroporto Internacional de Petrolina              | CCR Aeroportos                                                                                   | R$ 754 milhões   | 30 anos | 20 de outubro de 2021  | 9 de março de 2022    |                                             |
| 6ª (7 de abril de 2021)           | Imperatriz             | Aeroporto de Imperatriz                           | CCR Aeroportos                                                                                   | R$ 754 milhões   | 30 anos | 20 de outubro de 2021  | 9 de março de 2022    |                                             |
| 7ª (18 de agosto de 2022)         | São Paulo              | Aeroporto Campo de Marte                          | XP Asset / Egis                                                                                  | R$ 141,3 milhões | 30 anos |                        |                       | [ 23 ]                                      |
| 7ª (18 de agosto de 2022)         | Rio de Janeiro         | Aeroporto de Jacarepaguá                          | XP Asset / Egis                                                                                  | R$ 141,3 milhões | 30 anos |                        |                       | [ 23 ]                                      |
| 7ª (18 de agosto de 2022)         | Belém                  | Aeroporto Internacional de Belém                  | Novo Norte; formado por DIX Aeroportos (Agemar; 95%) e Socicam (5%)                              | R$ 125 milhões   | 30 anos |                        |                       | [ 23 ]                                      |
| 7ª (18 de agosto de 2022)         | Macapá                 | Aeroporto Internacional de Macapá                 | Novo Norte; formado por DIX Aeroportos (Agemar; 95%) e Socicam (5%)                              | R$ 125 milhões   | 30 anos |                        |                       | [ 23 ]                                      |
| 7ª (18 de agosto de 2022)         | São Paulo              | Aeroporto de São Paulo-Congonhas                  | Aena Brasil Aeroportos                                                                           | R$ 2,45 bilhões  | 30 anos |                        |                       | [ 23 ]                                      |
| 7ª (18 de agosto de 2022)         | Campo Grande           | Aeroporto Internacional de Campo Grande           | Aena Brasil Aeroportos                                                                           | R$ 2,45 bilhões  | 30 anos |                        |                       | [ 23 ]                                      |
| 7ª (18 de agosto de 2022)         | Corumbá                | Aeroporto Internacional de Corumbá                | Aena Brasil Aeroportos                                                                           | R$ 2,45 bilhões  | 30 anos |                        |                       | [ 23 ]                                      |
| 7ª (18 de agosto de 2022)         | Ponta Porã             | Aeroporto Internacional de Ponta Porã             | Aena Brasil Aeroportos                                                                           | R$ 2,45 bilhões  | 30 anos |                        |                       | [ 23 ]                                      |
| 7ª (18 de agosto de 2022)         | Santarém               | Aeroporto Internacional de Santarém               | Aena Brasil Aeroportos                                                                           | R$ 2,45 bilhões  | 30 anos |                        |                       | [ 23 ]                                      |
| 7ª (18 de agosto de 2022)         | Marabá                 | Aeroporto de Marabá                               | Aena Brasil Aeroportos                                                                           | R$ 2,45 bilhões  | 30 anos |                        |                       | [ 23 ]                                      |
| 7ª (18 de agosto de 2022)         | Parauapebas            | Aeroporto de Carajás                              | Aena Brasil Aeroportos                                                                           | R$ 2,45 bilhões  | 30 anos |                        |                       | [ 23 ]                                      |
| 7ª (18 de agosto de 2022)         | Altamira               | Aeroporto de Altamira                             | Aena Brasil Aeroportos                                                                           | R$ 2,45 bilhões  | 30 anos |                        |                       | [ 23 ]                                      |
| 7ª (18 de agosto de 2022)         | Montes Claros          | Aeroporto de Montes Claros                        | Aena Brasil Aeroportos                                                                           | R$ 2,45 bilhões  | 30 anos |                        |                       | [ 23 ]                                      |
| 7ª (18 de agosto de 2022)         | Uberlândia             | Aeroporto de Uberlândia                           | Aena Brasil Aeroportos                                                                           | R$ 2,45 bilhões  | 30 anos |                        |                       | [ 23 ]                                      |
| 7ª (18 de agosto de 2022)         | Uberaba                | Aeroporto de Uberaba                              | Aena Brasil Aeroportos                                                                           | R$ 2,45 bilhões  | 30 anos |                        |                       | [ 23 ]                                      |
| Relicitação do Aeroporto de Natal | Natal                  | Aeroporto Internacional de Natal                  | Zurich Airport Ltd.                                                                              | R$ 320 milhões   | 30 anos |                        |                       | [ 24 ]                                      |

## Estatísticas
| Rank                                                                         | Aeroporto                                 | Estado              | Passageiros          |
| ---------------------------------------------------------------------------- | ----------------------------------------- | ------------------- | -------------------- |
| 1                                                                            | Aeroporto do Rio de Janeiro-Santos Dumont | Rio de Janeiro      | 9 943 954            |
| 2                                                                            | Aeroporto de Ipatinga                     | Minas Gerais        | 136 023              |
| 3                                                                            | Aeroporto de Juiz de Fora                 | Minas Gerais        | 108 175              |
| 4                                                                            | Aeroporto de Passo Fundo                  | Rio Grande do Sul   | 80 883               |
| 5                                                                            | Aeroporto Regional de Sorriso             | Mato Grosso         | 48 440               |
| 6                                                                            | Aeroporto de Santo Ângelo                 | Rio Grande do Sul   | 33 920               |
| 7                                                                            | Aeroporto de Mossoró                      | Rio Grande do Norte | 32 938               |
| 8                                                                            | Aeroporto de Paulo Afonso                 | Bahia               | 1 480                |
| 9                                                                            | Aeroporto de Divinópolis                  | Minas Gerais        | Apenas aviação geral |
| 10                                                                           | Aeroporto de Poços de Caldas              | Minas Gerais        | Apenas aviação geral |
| 11                                                                           | Aeródromo Civil Metropolitano de Guarujá  | São Paulo           | Em construção        |
| * Já desconsiderando os aeroportos concedidos até a 7ª rodada de concessões. |                                           |                     |                      |

| Rank                                                                         | Aeroporto                                 | Estado              | Kgs de Carga         |
| ---------------------------------------------------------------------------- | ----------------------------------------- | ------------------- | -------------------- |
| 1                                                                            | Aeroporto do Rio de Janeiro-Santos Dumont | Rio de Janeiro      | 10 686 524           |
| 2                                                                            | Aeroporto de Ipatinga                     | Minas Gerais        | 168 590              |
| 3                                                                            | Aeroporto Regional de Sorriso             | Mato Grosso         | 135 772              |
| 4                                                                            | Aeroporto de Juiz de Fora                 | Minas Gerais        | 104 842              |
| 5                                                                            | Aeroporto de Santo Ângelo                 | Rio Grande do Sul   | 34 886               |
| 6                                                                            | Aeroporto de Mossoró                      | Rio Grande do Norte | 12 780               |
| 7                                                                            | Aeroporto de Passo Fundo                  | Rio Grande do Sul   | 12 056               |
| 8                                                                            | Aeroporto de Paulo Afonso                 | Bahia               | 94                   |
| 9                                                                            | Aeroporto de Divinópolis                  | Minas Gerais        | Apenas aviação geral |
| 10                                                                           | Aeroporto de Poços de Caldas              | Minas Gerais        | Apenas aviação geral |
| 11                                                                           | Aeródromo Civil Metropolitano de Guarujá  | São Paulo           | Em construção        |
| * Já desconsiderando os aeroportos concedidos até a 7ª rodada de concessões. |                                           |                     |                      |

| Rank                                                                         | Aeroporto                                 | Estado              | Decolagens           |
| ---------------------------------------------------------------------------- | ----------------------------------------- | ------------------- | -------------------- |
| 1                                                                            | Aeroporto do Rio de Janeiro-Santos Dumont | Rio de Janeiro      | 94 926               |
| 2                                                                            | Aeroporto de Ipatinga                     | Minas Gerais        | 2 656                |
| 3                                                                            | Aeroporto de Juiz de Fora                 | Minas Gerais        | 1 959                |
| 4                                                                            | Aeroporto de Passo Fundo                  | Rio Grande do Sul   | 930                  |
| 5                                                                            | Aeroporto de Mossoró                      | Rio Grande do Norte | 795                  |
| 6                                                                            | Aeroporto de Santo Ângelo                 | Rio Grande do Sul   | 602                  |
| 7                                                                            | Aeroporto Regional de Sorriso             | Mato Grosso         | 525                  |
| 8                                                                            | Aeroporto de Paulo Afonso                 | Bahia               | 48                   |
| 9                                                                            | Aeroporto de Divinópolis                  | Minas Gerais        | Apenas aviação geral |
| 10                                                                           | Aeroporto de Poços de Caldas              | Minas Gerais        | Apenas aviação geral |
| 11                                                                           | Aeródromo Civil Metropolitano de Guarujá  | São Paulo           | Em construção        |
| * Já desconsiderando os aeroportos concedidos até a 7ª rodada de concessões. |                                           |                     |                      |